# ماریو والتا
ماریو والتا (انگلیسی: Mario Valota; ۸ فوریهٔ ۱۹۱۸ – ۳۰ سپتامبر ۲۰۰۰) ورزشکار شمشیربازی اهل سوئیس بود.
وی در مسابقات کشوری و بین‌المللی در مجموع برندهٔ ۱ مدال برنز شده‌است.